# مارکو سیلوستری (بازیکن فوتبال، زاده ۱۹۹۹)
مارکو سیلوستری (انگلیسی: Marco Silvestri؛ زادهٔ ۳۰ آوریل ۱۹۹۹) بازیکن فوتبال اهل ایتالیا است.